# Ophiomyia virginiensis
Ophiomyia virginiensis este o specie de muște din genul Ophiomyia, familia Agromyzidae, descrisă de Spencer în anul 1986.
Este endemică în Virginia. Conform Catalogue of Life specia Ophiomyia virginiensis nu are subspecii cunoscute.